# كلورايد البوتاسيوم (استعمال طبي)
يستخدم كدواء لعلاج انخفاض البوتاسيوم في الدم. قد يحدث انخفاض البوتاسيوم في الدم بسبب القيء أو الإسهال أو بعض الأدوية. يجب تخفيف النسخة المركزة قبل الاستخدام. يعطى عن طريق الحقن البطيء في الوريد
أو عن طريق الفم.

## الآثار الجانبية
قد تشمل مشاكل في القلب إذا أعطيت مباشرةً عن طريق الحقن في الوريد. أما أخذه عن طريق الفم يمكن أن يؤدي إلى آلام في البطن ، ومرض القرحة الهضمية، أو نزيف في الجهاز الهضمي . يوصى بعناية أكبر للذين يعانون من قصور كلوي. كما أنه وطالما لم يحدث فرط بوتاسيوم الدم، فهو يعد آمن أثناء الحمل وأثناء الرضاعة .

## الاستعمال الطبي
يستخدم كلوريد البوتاسيوم كمكمل لعلاج نقص نسبة البوتاسيوم في الدم.
أيون البوتاسيوم هو الأيون الموجب الرئيسي داخل الخلايا في معظم أنسجة الجسم. أيونات البوتاسيوم تشارك في عدد من العمليات الفيزيولوجية الأساسية بما في ذلك المحافظة توترية داخل الخلايا، انتقال النبضات العصبية، وانقباض عضلات القلب والعضلات الملساء والهيكلية والحفاظ على وظائف الكلى الطبيعية، معادلة الحمض والقاعدة، أيض الكاربوهيدرات وإفرازات المعدة. تركيز البوتاسيوم داخل الخلايا حوالي 150-160 ميلي مكافئ / ليتر، وتركيزه في البلازما الطبيعي في البالغين هو تركيز 3.5-5 ميلي مكافئ / ليتر، ونظام نقل أيون النشط يحافظ على هذا التدرج عبر غشاء البلازما. والبوتاسيوم هو أحد مكونات الطعام الطبيعية التي يتناولها الإنسان، وفي الظروف الطبيعية هنالك توازن بين كمية البوناسيوم التي يتم استهلاكها والتي يتم إخراجها. نقص البوتاسيوم يحدث عندما يكون معدل فقدان البوتاسيوم عن طريق إفراز الكلى و / أو الخسارة من القناة الهضمية يتجاوز معدل استهلاك البوتاسيوم. نقص البوتاسيوم عادة ما يتطور ببطء نتيجة العلاج لفترة طويلة مع مدرات البول عن طريق الفم، فرط الألدوستيرونية الاولية أو الثانوية، الحمض الكيتوني السكري ، الإسهال الحاد، أو استبدال غير كاف من البوتاسيوم في المرضى على التغذية الوريدية لفترة طويلة. وقد يتطور بسرعة في حالات الإسهال الحاد والقيء. ويرافق عادة استنفاد البوتاسيوم نتيجة لهذه الأسباب خسارة ما يصاحب ذلك من الكلوريد ويتجلى من خلال نقص بوتاسيوم الدم. قد ينتج ضعف استنفاد البوتاسيوم، والتعب، واضطرابات النظم القلبي وعدم القدرة على تركيز البول.

## تاريخ
كان كلوريد البوتاسيوم يستخدم كسماد في عام 1861, وقد استخدم طبيا منذ الخمسينات. وهو مدرج في قائمة الأدوية الأساسية لمنظمة الصحة العالمية، وهي الأدوية الأكثر فعالية وآمنة اللازمة في نظام الرعاية الصحية. كلوريد البوتاسيوم متوافر كدواء مكافئ.
كلوريد البوتاسيوم متاح كدواء عام تكلفة الجملة في العالم النامي حوالي 0.44 دولار أمريكي لكل 10 مل من المحلول 10٪. في المملكة المتحدة 10 مل من حل 15٪ يكلف هيئة الخدمات الصحية الوطنية حوالي 0.48 جنيه.
تم استعماله وإعطاؤه كدواء للجنود في الجيش الأمريكي أثناء خدمتهم في كوريا.

## المجتمع

### أسماء تجارية
وتشمل '-Dur),( Klor-Con),( Micro-K), (Slow-K),( Sando-K) and( Kaon Cl ) يتم أخذ أغلبها عن طريق الفم.